# Platylabus parvulus
Platylabus parvulus är en stekelart som beskrevs av Berthoumieu 1904. Platylabus parvulus ingår i släktet Platylabus och familjen brokparasitsteklar. Inga underarter finns listade i Catalogue of Life.